# Такасуги Синсаку
Такасу́ги Синса́ку (яп. 高杉晋作, 27 сентября 1839 — 17 мая 1867) — японский политический и военный деятель периода Эдо. Самурай Тёсю-хана, монархист, ученик Ёсиды Сёина. Основатель иррегулярных войск Тёсю-хана, участник Симоносекской войны 1863—1864 годов и обороны Тёсю 1866 года. Почитается как синтоистское божество в токийском святилище Ясукуни.

## Биография
Такасуги Синсаку родился 27 сентября 1839 года в западнояпонском Тёсю-хане в самурайской семье. Его отец Такасуги Тандзи был гвардейцем правителя хана и имел ежегодный доход в 150 коку. В детстве Синсаку учился в ханской школе Мэйринкан, а в 19 лет перешёл в частную школу Сёкасон Ёсиды Сёина. Последний называл своего ученика «столпом школы» за его успехи в учёбе, смекалку и изобретательность.
В 1858 году Синсаку отправился в Эдо, где поступил в правительственную академию Сёхэйдзака. Однако в следующем году, после казни Ёсиды Сёина в ходе репрессий Ансэй, он забрал тело покойного учителя и бросил учёбу. В 1860 году Синсаку вернулся на родину и стал преподавать в школе Мэйринкан. Позже его назначили пажом преемника правителя хана Мори Мотонори.
В 1862 году, вместе с посольством сёгуната в Китай, Синсаку посетил Шанхай. Там он впервые узнал об активной колонизации Азии ведущими странами Западного мира. Под влиянием увиденного Синсаку вернулся в Японию и подал сёгунату докладную, в которой изложил свои предложения по реформированию страны. Он предлагал оставить ссоры с оппозиционерами и вместо создания коалиционного самурайско-аристократического правительства немедленно заняться обогащением государственной казны и наращиванием боеспособности. Однако сёгунат проигнорировал Синсаку, что подтолкнуло последнего присоединиться к всеяпонскому антиправительственному и антииностранному движению. В конце 1862 года Синсаку вместе с единомышленниками принял участие в нападении на посольство Великобритании в Эдо на горе Готэн. В следующем году он принял монашеский постриг под именем Того и вернулся на родину.
С началом Симоносекской войны Тёсю-хан назначил Синсаку помощником урядника Симоносеки. Узнав о поражении регулярных самурайских частей Тёсю-хана, новоназначенный помощник взялся за формирование кихэйтая, иррегулярного воинского формирования по образцу ополчения. В него принимались все, независимо от общественного происхождения и сословия. Несмотря на старое вооружение и отсутствие надлежащей боевой подготовки, воины этого формирования смогли на 3 дня задержать высадку десанта коалиционных войск Великобритании, Франции, Голландии и США в Симоносеки.
В конце войны Синсаку исполнял обязанности официального посла Тёсю-хана на мирных переговорах с коалицией, но из-за идеологических расхождений с правительством хана ушёл с должности. В 1864 году он собрал свои войска в Симоносеки и в следующем году захватил руководящую должность в правительстве Тёсю-хана. В 1866 году, при посредничестве Сакамото Рёмы, Синсаку заключил тайный союз с Сацума-ханом с целью свергнуть сёгунат и установить прямое Императорское правление.
Во второй половине 1866 года Синсаку противостоял войскам сёгуната во время второй карательной экспедиции правительства в Тёсю. Сначала он руководил боевыми действиями Кокурского фронта, а позже стал главнокомандующим всех войск Тёсю-хана и сумел разбить правительственные войска. Несмотря на успех кампании, 27-летний Синсаку преждевременно умер 17 мая 1867 года от туберкулёза.